# Chiètres
Chiètres (Kerzers en allemand) est une localité et une commune suisse du canton de Fribourg, située dans le district du Lac. 

Photo aérienne (1949)

## Géographie
Chiètres est une commune du plateau romand, située à 8 km au nord-est de Morat, sur le Mariabrunnenbach, sur le bord oriental du Grand-Marais, et adossée à des collines qui la dominent à l'est.
Son altitude s'échelonne entre 433 mètres au Grand Marais et 542 mètres dans le Hubelwald.[réf. nécessaire]
La commune doit son relief régulier à l'action érosive du glacier du Rhône au Pléistocène.[réf. nécessaire]
Chiètres mesure 1 223 ha. 16,0 % de cette superficie correspond à des surfaces d'habitat ou d'infrastructure, 68,6 % à des surfaces agricoles, 14,8 % à des surfaces boisées et 0,7 % à des surfaces improductives.
Chiètres est limitrophe de Fräschels et Ried bei Kerzers ainsi que Gurbrü, Kallnach, Müntschemier, Treiten et Wileroltigen dans le canton de Berne.

## Histoire
Du temps des Romains, la commune était située sur la voie d'Aventicum à Salodurum (Soleure).
La première église fut bâtie en 961 grâce au financement de la reine Berthe de Bourgogne mais le bourg prit parti pour la Réforme en 1530.
Le village de Chiètres fut réduit en cendres à deux reprises, en 1339 lors de la guerre de Laupen et en 1476 par les troupes de Charles le Téméraire assiégeant Morat.
Politiquement, Chiètres était sujet des comtes de Savoie jusqu'à la conquête du bailliage de Morat par les Bernois et les Fribourgeois en 1475. Avec l'arrivée des Français, en 1798, le règne commun prit fin et en 1803, après la fin de la République helvétique, la cité intégra définitivement le canton de Fribourg.

## Toponymie
Tant le nom allemand Kerzers que l'exonyme français Chiêtres dérivent de l'expression latine (ad) carcerem ou carceres, qui signifie à la prison ou à la clôture.
Sa première occurrence écrite date de 926, sous la forme de Cartris villa.
Les bougies (Kerzen en allemand) qui figurent sur les armoiries de la commune sont une réinterprétation étymologique populaire du toponyme qui n'était plus compris. 
La commune se nomme Tyétre  en patois fribourgeois.

## Population et société

### Surnom
Les habitants de la commune sont surnommés die Hupper (variation : die Huppergauer), à cause de leur costume traditionnel, et die Schneckenfresser, soit les mangeurs d'escargot.

### Démographie

#### Évolution de la population
La commune compte 5 448 habitants au 31 décembre 2023 pour une densité de population de 445 hab/km2. Sur la période 2010-2023, sa population a augmenté de 18,5 % (canton : 22,6 % ; Suisse : 9,4 %).  

#### Pyramide des âges
En 2023, le taux de personnes de moins de 30 ans s'élève à 34 %, au-dessous de la valeur cantonale (34,6 %). Le taux de personnes de plus de 60 ans est quant à lui de 23 %, alors qu'il est de 23 % au niveau cantonal.
La même année, la commune compte 2 713 hommes pour 2 735 femmes, soit un taux de 49,8 % d'hommes, inférieur à celui du canton (50 %).
| Hommes | Classe d’âge | Femmes |
| ------ | ------------ | ------ |
| 0,4    | 90 ans ou +  | 0,7    |
| 6,9    | 75 à 89 ans  | 7,1    |
| 14,9   | 60 à 74 ans  | 16,0   |
| 21,7   | 45 à 59 ans  | 20,2   |
| 22,1   | 30 à 44 ans  | 22,0   |
| 17,5   | 15 à 29 ans  | 18,0   |
| 16,5   | - de 14 ans  | 16,0   |

| Hommes | Classe d’âge | Femmes |
| ------ | ------------ | ------ |
| 0,4    | 90 ans ou +  | 1,0    |
| 6,4    | 75 à 89 ans  | 7,9    |
| 15,0   | 60 à 74 ans  | 15,3   |
| 21,2   | 45 à 59 ans  | 21,0   |
| 21,6   | 30 à 44 ans  | 21,2   |
| 18,6   | 15 à 29 ans  | 17,7   |
| 16,9   | - de 14 ans  | 15,9   |

## Tourisme
La commune abrite le Papiliorama et le Nocturama.

## Sport
Depuis 1979, le village accueille la course de Chiètres en mars.

## Transports

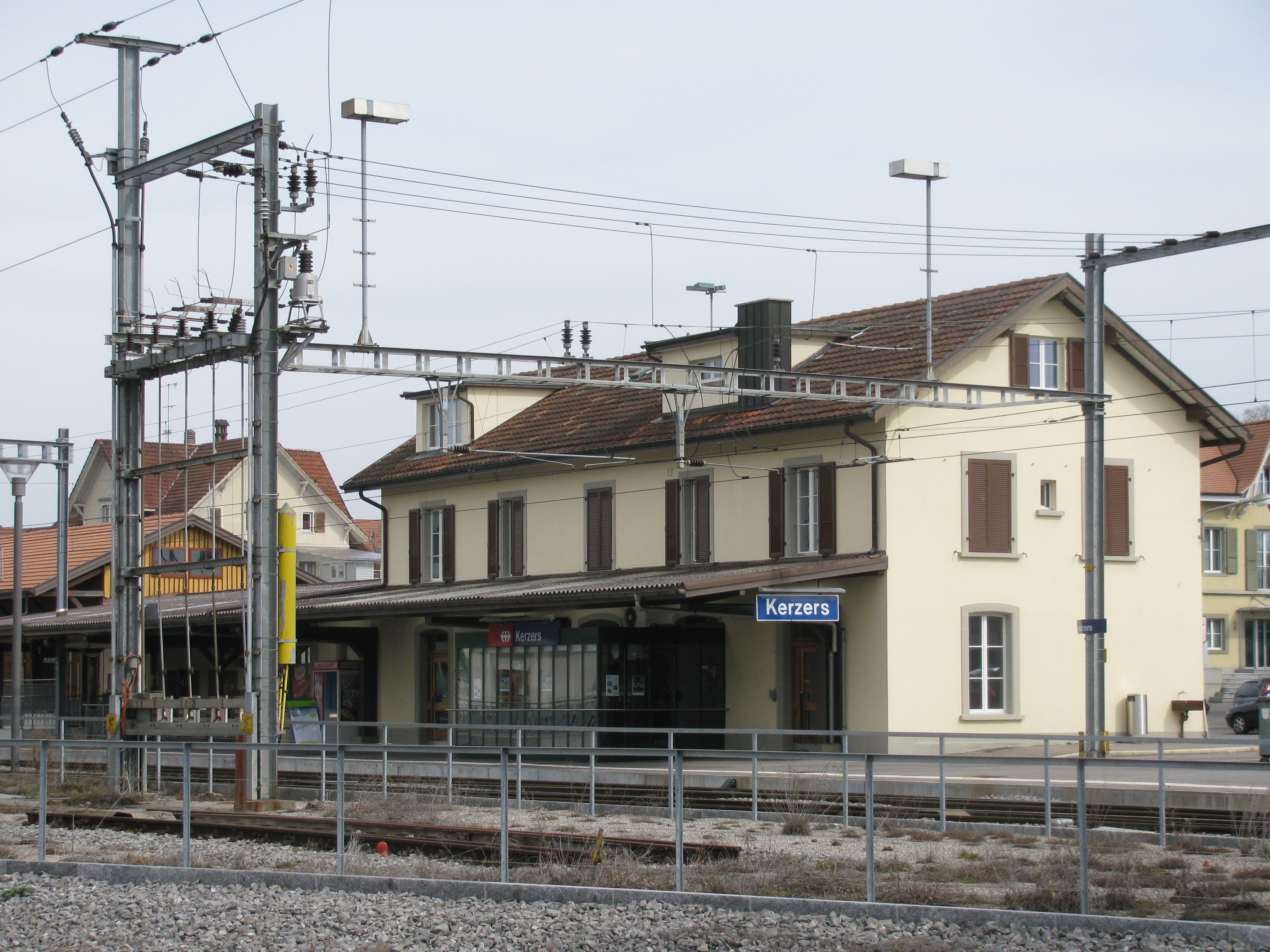
La gare de Chiètres

- Sur la ligne ferroviaire Palézieux – Lyss
- Sur la ligne ferroviaire Berne – Anet – Neuchâtel
- Autoroute A1 Lausanne – Yverdon – Berne, sortie 30